# Station Mareil-sur-Mauldre
Station Mareil-sur-Mauldre is een spoorwegstation aan de spoorlijn Plaisir-Grignon - Épône-Mézières. Het ligt in de Franse gemeente Mareil-sur-Mauldre in het departement Yvelines (Île-de-France).

## Geschiedenis
Het station werd op 30 augustus 1900 geopend bij de opening van de spoorlijn Plaisir-Grignon - Épône-Mézières. Sinds zijn oprichting is het station eigendom van de Société nationale des chemins de fer français (SNCF).

## Ligging
Het station ligt op kilometerpunt 42,382 van de spoorlijn Plaisir-Grignon - Épône-Mézières.

## Diensten
Het station wordt aangedaan door treinen van Transilien lijn N, welke rijden tussen Paris-Montparnasse en Mantes-la-Jolie.

## Vorig en volgend station
| Richting        | Vorig station | Lijn    | Volgend station | Richting           |
| --------------- | ------------- | ------- | --------------- | ------------------ |
| Mantes-la-Jolie | Maule         | Trans N | Beynes          | Paris-Montparnasse |